# アブネル・フェリペ・ソウザ・ジ・アウメイダ
アブネル（Abner）ことアブネル・フェリペ・ソウザ・ジ・アウメイダ（ポルトガル語: Abner Felipe Souza de Almeida、1996年5月30日 - ）は、ブラジル生まれのサッカー選手。RWDモレンベーク所属。ポジションはDF。

## クラブ歴
ブラジル人の父親とエルサルバドル人の母親の間にロンドリーナで生まれた。両親の離婚後はサンサルバドルに移り、12歳の時にCD FASのトライアルを受けて合格し同クラブの下部組織に在籍した。2011年にブラジルに戻りコリチーバFCの下部組織に在籍した。2013年9月にカンピオナート・ブラジレイロ・セリエAで初出場。2014年7月16日に、ASローマからの興味が報じられる中でレアル・マドリード・カスティージャに移籍した。2017年8月にGDエストリル・プライアにレンタル移籍。

## 代表歴
U-17代表として2013 FIFA U-17ワールドカップに参加した。しかし、グループステージで膝を負傷した。